# جاي كريستيان آدامز
جاي كريستيان آدامز (بالإنجليزية: J. Christian Adams)‏ هو محامي أمريكي، ولد في 1968 في Hempfield Township, Westmoreland County, Pennsylvania ‏ في الولايات المتحدة.